# SISC

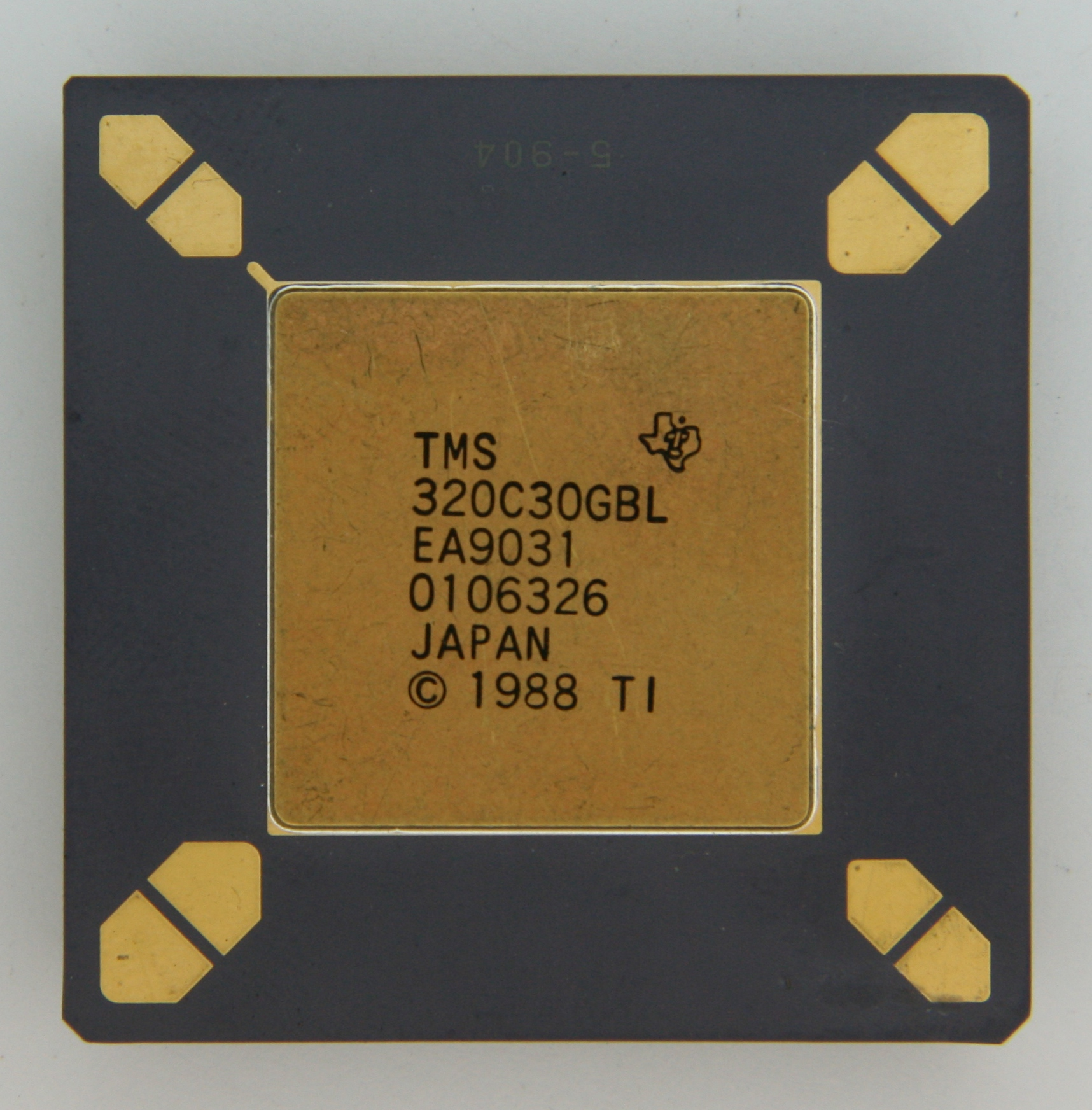
El processador digital de senyals TMS320 utilitza l'arquitectura SISC.

SISC (Simple Instruction Set Computing) és un tipus d'arquitectura de microprocessadors orientada al processament de tasques en paral·lel. Això s'implementa mitjançant l'ús de la tecnologia de circuits integrats a molt gran escala, que permet a múltiples dispositius de baix cost que s'utilitzin conjuntament per resoldre un problema particular dividit en parts disjuntes. L'arquitectura RISC és un subconjunt del SISC, centrada en la velocitat de processament mitjançant un conjunt d'instruccions reduït.
Microprocessadors SISC (o RISC) mai han aconseguit amenaçar l'ampli domini dels processadors CISC en els ordinadors personals, per la seva popularitat i l'augment constant en la capacitat de processament d'aquests. Per tant, l'ús de RISC i SISC segueix limitat a necessitats molpà específiques de processament, com en els processadors DSP.